# Melissa Horn

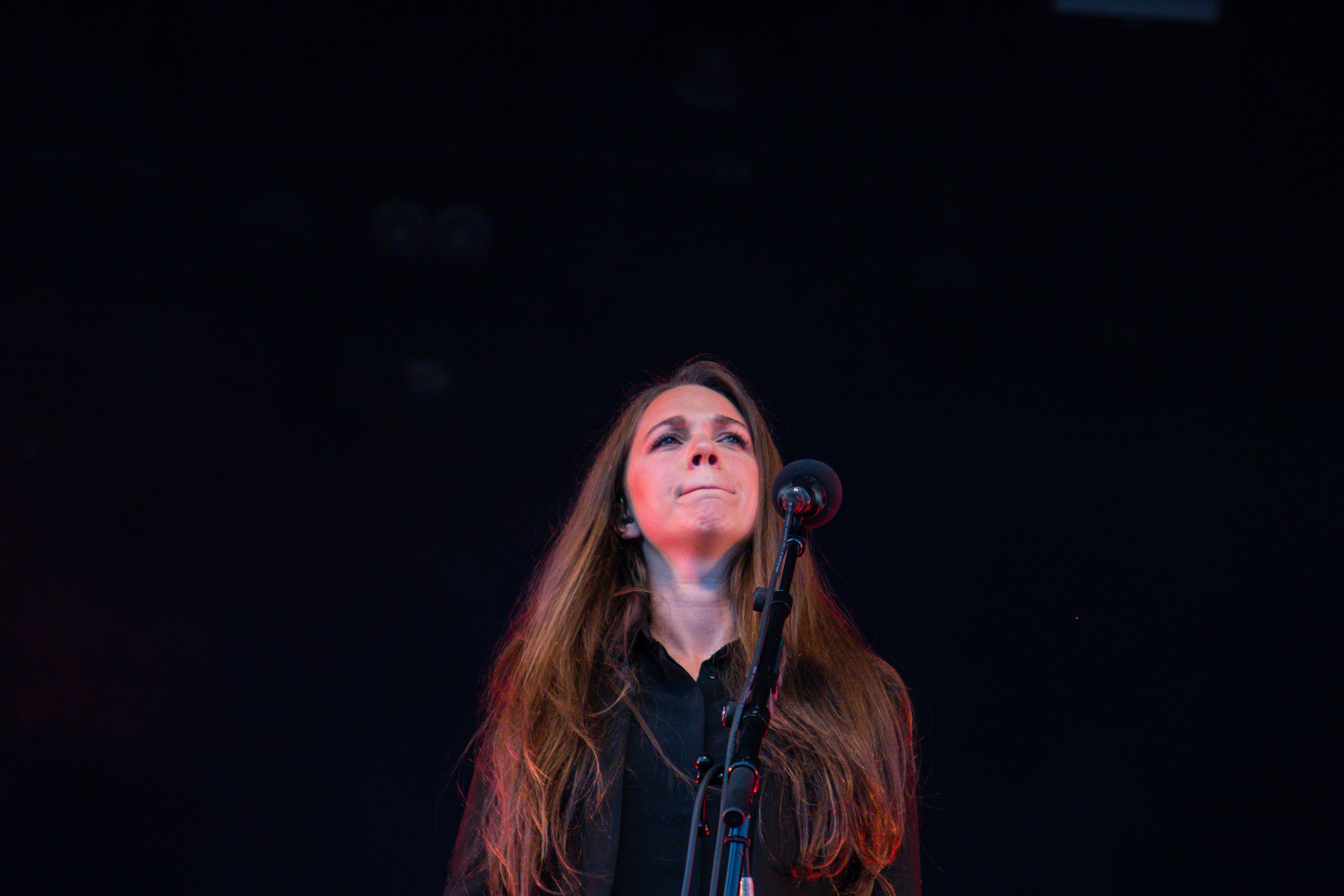
Melissa Horn im Juni 2018

Astrid Melissa Edwarda Horn Weitzberg (* 8. April 1987 in Stockholm), bekannt unter ihrem Bühnennamen Melissa Horn, ist eine schwedische Sängerin und Songschreiberin.

## Leben und Wirken
Sie ist die Tochter der Sängerin Maritza Horn und des Professors Edvard Terrence Weitzberg.
Ihr Debütalbum Långa nätter wurde im April 2008 veröffentlicht.
Melissa Horn sang auch das Lied Kungsholmens hamn auf der Gedenkzeremonie für die Opfer der Anschläge in Oslo und Utøya.
Ende 2021 nahm sie an Så mycket bättre teil.

## Diskografie

### Alben
| Jahr | Titel                               | Höchstplatzierung, Gesamtwochen, AuszeichnungChartsChartplatzierungen (Jahr, Titel, Platzierungen, Wochen, Auszeichnungen, Anmerkungen) | Anmerkungen                              |
| Jahr | Titel                               | SE | Anmerkungen                              |
| ---- | ----------------------------------- | --- | ---------------------------------------- |
| 2008 | Långa nätter                        | SE7 Gold · (25 Wo.)SE | Erstveröffentlichung: 30. April 2008     |
| 2009 | Säg ingenting till mig              | SE4 Platin · (94 Wo.)SE | Erstveröffentlichung: 9. Oktober 2009    |
| 2011 | Innan jag kände dig                 | SE1 ×2Doppelplatin · (71 Wo.)SE | Erstveröffentlichung: 14. September 2011 |
| 2013 | Om du vill vara med mig             | SE2 Gold · (22 Wo.)SE | Erstveröffentlichung: 2. Oktober 2013    |
| 2015 | Jag går nu                          | SE4 (40 Wo.)SE | Erstveröffentlichung: 27. November 2015  |
| 2019 | Konstgjord andning                  | SE4 (12 Wo.)SE | Erstveröffentlichung: 13. September 2019 |
| 2021 | Så mycket bättre – Tolkningarna     | SE3 (61 Wo.)SE | Erstveröffentlichung: 18. Dezember 2021  |
| 2024 | Den jag kunde blivit - Den jag blev | SE6 (10 Wo.)SE | Erstveröffentlichung: 6. September 2024  |

### Singles
| Jahr | Titel Album                                          | Höchstplatzierung, Gesamtwochen, AuszeichnungChartsChartplatzierungen (Jahr, Titel, Album, Platzierungen, Wochen, Auszeichnungen, Anmerkungen) | Anmerkungen                           |
| Jahr | Titel Album                                          | SE | Anmerkungen                           |
| --- | ---------------------------------------------------- | --- | ------------------------------------- |
| 2008 | Som jag hade dig förut Långa nätter                  | SE58 (1 Wo.)SE |                                       |
| 2009 | Lät du henne komma närmre Säg Ingenting Till Mig     | SE20 (6 Wo.)SE |                                       |
| 2009 | Jag kan inte skilja på Säg Ingenting Till Mig        | SE52 (1 Wo.)SE |                                       |
| 2011 | Under löven Innan jag kände dig                      | SE40 (7 Wo.)SE |                                       |
| 2011 | Jag saknar dig mindre och mindre Innan jag kände dig | SE35 ×3Dreifachplatin · (41 Wo.)SE |                                       |
| 2013 | Om du vill vara med mig                              | SE52 (1 Wo.)SE | Erstveröffentlichung: 30. August 2013 |
| 2015 | Du går nu Jag går nu                                 | SE52 (2 Wo.)SE | Erstveröffentlichung: 9. Oktober 2015 |
| 2024 | Säg förlåt Den jag kunde blivit - Den jag blev       | SE69 (1 Wo.)SE | Erstveröffentlichung: 8. März 2024    |
| Folgende Lieder erschienen nicht als Single, wurden aber durch das Album zum Download und Streaming bereitgestellt und konnten somit eine Platzierung erlangen: |                                                      | |                                       |
| |                                                      | |                                       |
| 2021 | Lämna honom Så mycket bättre – Tolkningarna          | SE3 (26 Wo.)SE |                                       |
| 2021 | Aldrig vågat Så mycket bättre – Tolkningarna         | SE18 (7 Wo.)SE |                                       |
| 2021 | Lova ingenting Så mycket bättre – Tolkningarna       | SE42 (5 Wo.)SE |                                       |
| 2021 | Dum av dig Så mycket bättre – Tolkningarna           | SE48 (5 Wo.)SE |                                       |
| 2021 | Parklands Så mycket bättre – Tolkningarna            | SE56 (4 Wo.)SE |                                       |
| 2022 | Älska mig Så mycket bättre – Tolkningarna            | SE92 (1 Wo.)SE |                                       |
| 2024 | Den jag kunde blivit - Den jag blev                  | SE75 (1 Wo.)SE |                                       |